# Sportplaza Mercator
Sportplaza Mercator is een sporthal met een overdekt en een openluchtzwembad in het Amsterdamse stadsdeel West. Het sportcentrum is met begroeide daken en muren gebouwd naar ontwerp van Ton Venhoeven CS en is in 2006, 2 jaar later dan gepland, opgeleverd.  Het vervangt het overdekte Sportfondsenbad-West en het openluchtbad Jan van Galenbad.
Naast het zwembad bevinden zich in het sportcentrum ook een fitnesscentrum, zonnebank, sauna & stoombad, kinderopvang, horeca, feestzaal en een recreatieterrein. Het zwembad bestaat uit een wedstrijdbad, een doelgroepenbad en een therapeutisch zwembad voor reuma-patiënten. Het buitenzwembad is een 50-meter bassin met daaromheen een ligweide.
Het zwembad en het fitnesscentrum worden geëxploiteerd door de Sportfondsen-stichting in samenwerking met stadsdeel Amsterdam-West. Het sportcentrum is vernoemd naar de cartograaf Gerardus Mercator maar bevindt zich aan de Jan van Galenstraat op enige afstand van het naar hem vernoemde Mercatorplein.
Het zwembad dient als thuisbasis voor de amsterdamse waterpoloclub DJK-ZAR welke hier haar wedstrijden speelt.

## Geschiedenis

### Sportfondsenbad-West

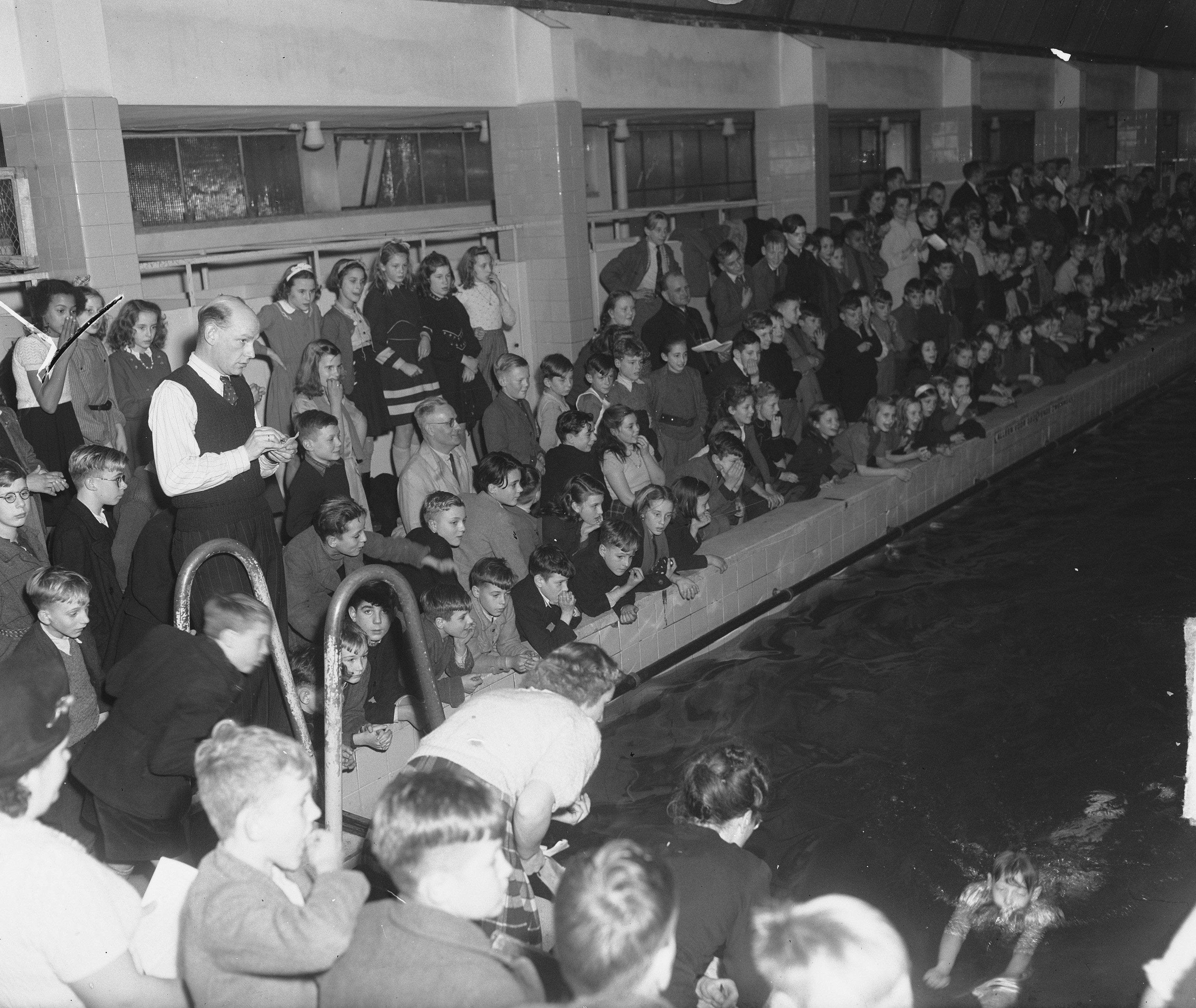
Schoolzwemmen in 1948

Het Sportfondsenbad-West heeft 63 jaar bestaan en was een overdekt zwembad in de Cornelis Dirkszstraat gelegen bij de Admiralengracht achter de Jan Evertsenstraat. Het was een van de Sportfondsenbaden die tot stand kwamen door een spaarsysteem. De oprichter van het eerste sportfondsenbad Han Bierenbroodspot bedacht dit systeem in 1923 om de bouw van een zwembad te betalen. In 1927 had hij genoeg gespaard en werd het eerste Sportfondsenbad geopend. Dit zwembad werd gehuisvest in het stookhuis van de Oostergasfabriek en bestaat nog altijd als Sportfondsenbad-Oost.
Het tweede sportfondsenbad in Amsterdam kwam in 1938 in het toen vrij nieuwe Amsterdam-West en was geheel tussen woonhuizen gesitueerd. Het bad had de beschikking op de eerste verdieping over één bassin met een diep en een ondiep gedeelte, afgescheiden door een richel. Daarnaast was er op de begane grond een instructiebad voor de beginners. Het bad werd vooral gebruikt voor het schoolzwemmen. Hiertoe werden de kinderen vanuit de scholen in bussen naar het bad gebracht.
Na meer dan 60 jaar in gebruik te zijn geweest was het bad sterk verouderd en was renovatie of vervanging noodzakelijk. Uiteindelijk koos men voor nieuwbouw en samenvoeging met het Jan van Galenbad op het terrein aan de Jan van Galenstraat. In juni 2006 werd het bad gesloten en daarna afgebroken. Op de plek van het bad bevinden zich nu nieuwbouwwoningen.

### Jan van Galenbad
Rond dezelfde tijd kwam er ook een gemeentelijk openluchtbad op een terrein aan de Jan van Galenstraat destijds de uiterste grens van Amsterdam-West. Het bad bestond uit twee bassins met een diep en ondiep gedeelte en een kinderbad. In 1941 was de toegangsprijs 30 cent.

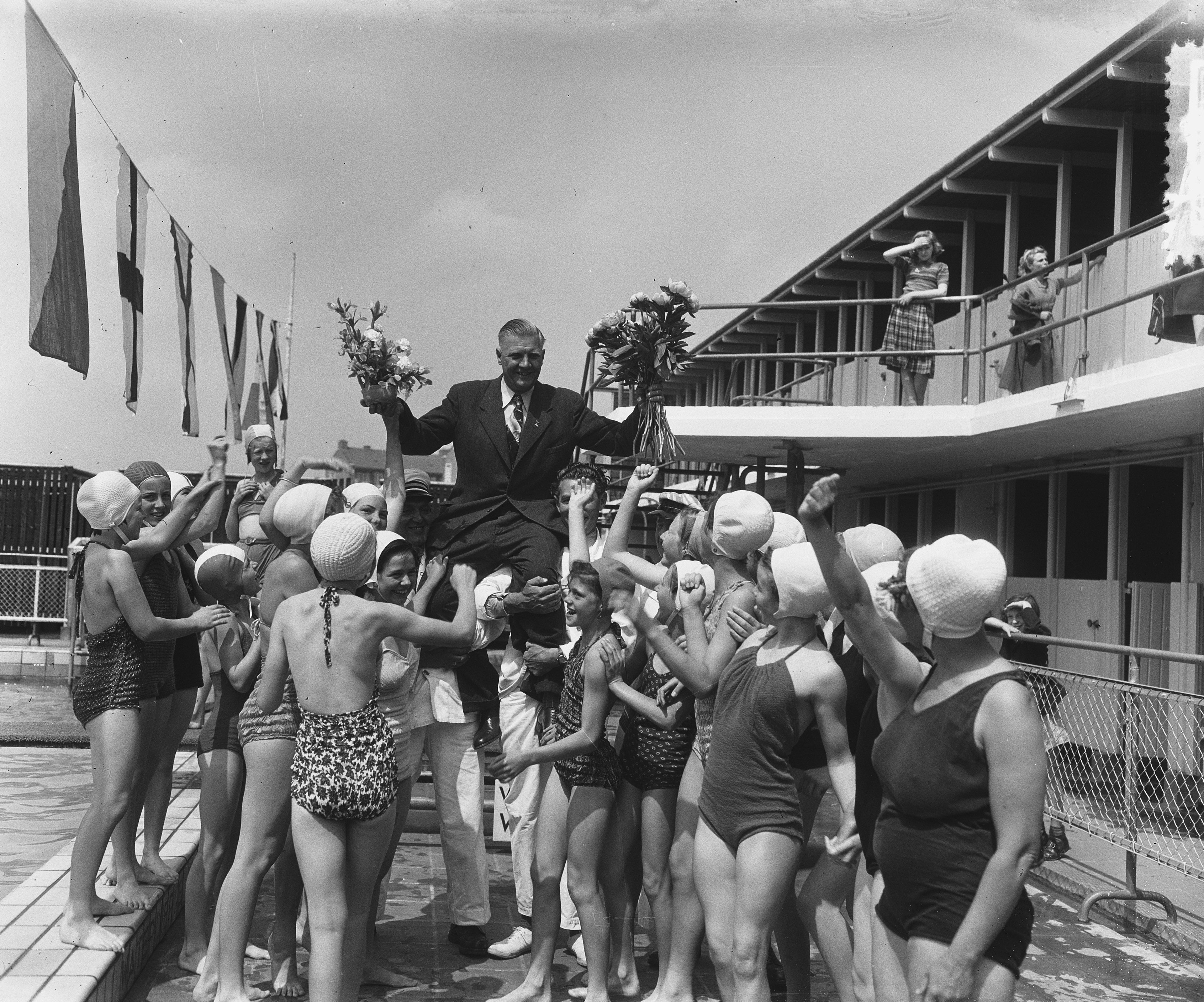
Meisjesbad in 1952

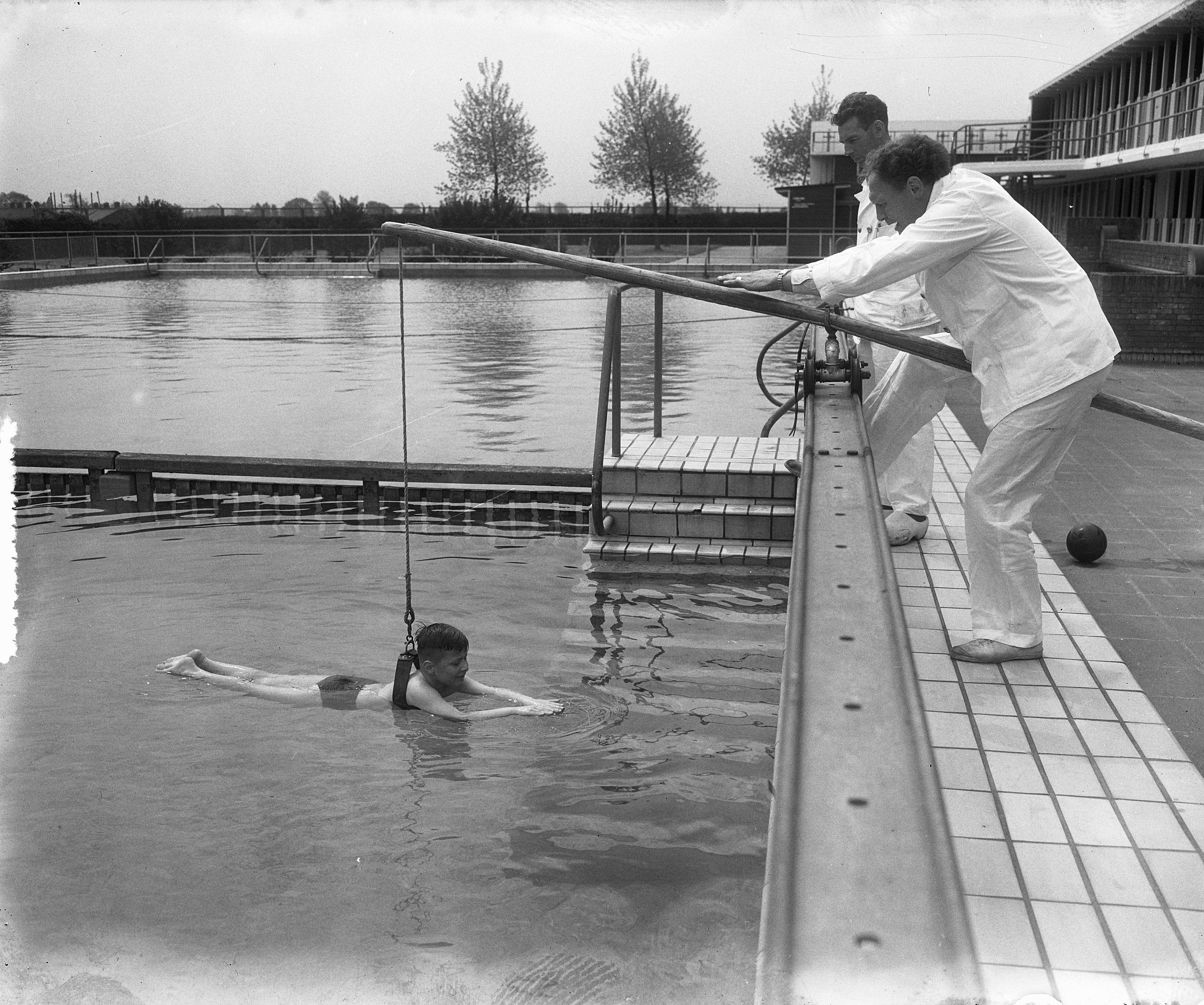
Jongensbad in 1953

Het Jan van Galenbad was oorspronkelijk een gescheiden zwembad voor mannen en jongens en vrouwen en meisjes. Er bestonden dan ook twee aparte zwembaden, het jongensbad  en het meisjesbad afgescheiden door een hekwerk. Ook de ligweide en de kleedkamers waren gescheiden. 
Tot de jaren 1970 werd er strikt de hand gehouden aan de gescheiden baden. Vreemd genoeg was het jongensbad wel verwarmd maar het meisjesbad niet. Daarom mochten meisjes later wel in het jongensbad zwemmen maar jongens niet in het meisjesbad. Daarna verwaterde de regeling steeds verder en kwam het steeds meer voor dat ook jongens in het meisjesbad zwommen. Later werd het hekwerk, waar al grote gaten in waren ontstaan, verwijderd en konden beide baden door zowel mannen en jongens als vrouwen en meisjes worden gebruikt. Voor moeders met kinderen was er een apart kinderbad dat niet gescheiden was.

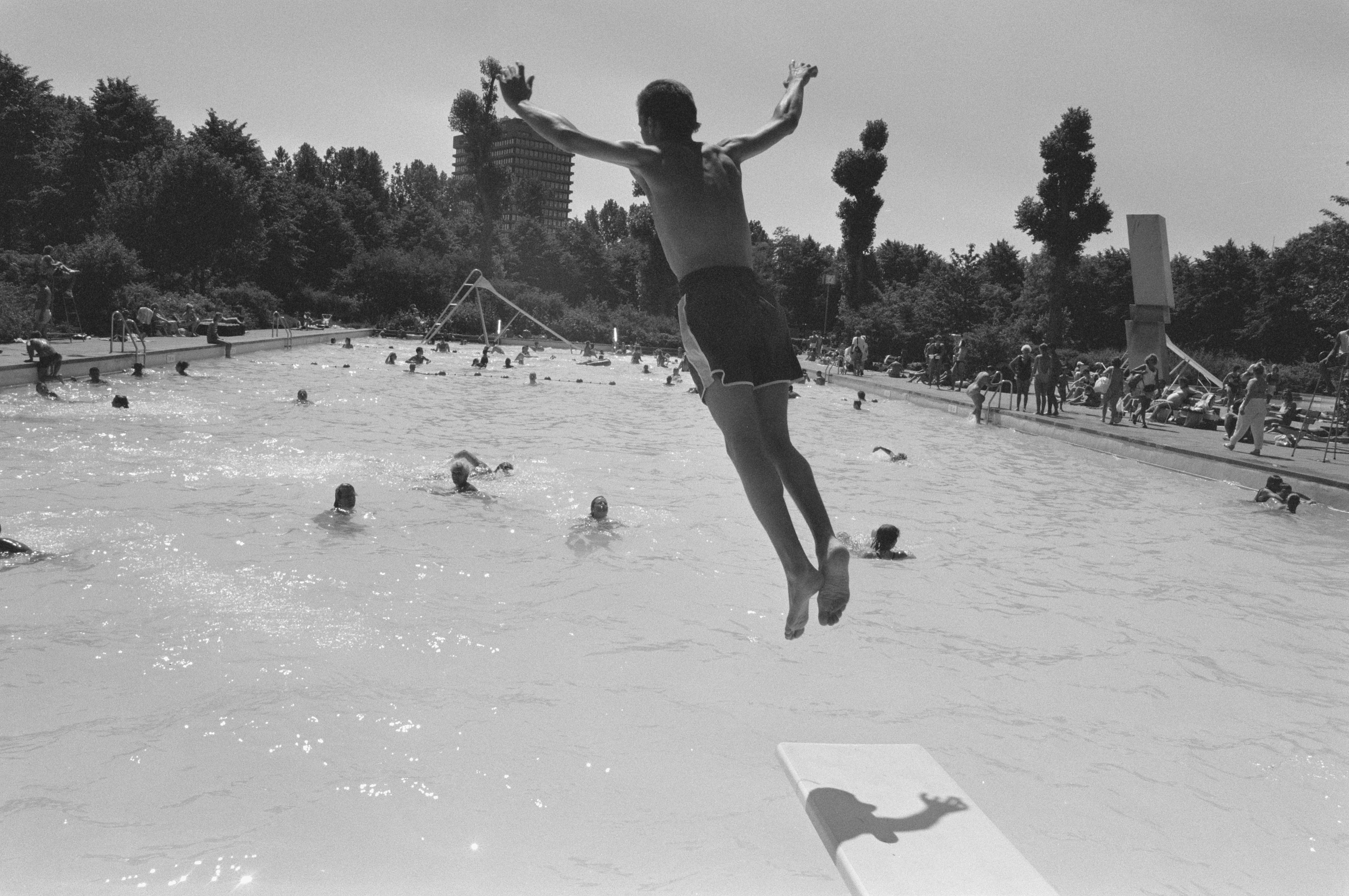
Jan van Galenbad in 1989

Evenals het Sportfondsenbad was ook het Jan van Galenbad na 60 jaar aan renovatie of nieuwbouw toe. Nadat het besluit tot nieuwbouw was gevallen werd het bad in 2002 gesloten en gesloopt, met de bedoeling dat het nieuwe bad twee jaar later klaar zou zijn, maar door vertraging bij de nieuwbouw werd dat uiteindelijk 2006.
Het bad was vernoemd naar de zeeheld Jan van Galen.